# Sferoplasto

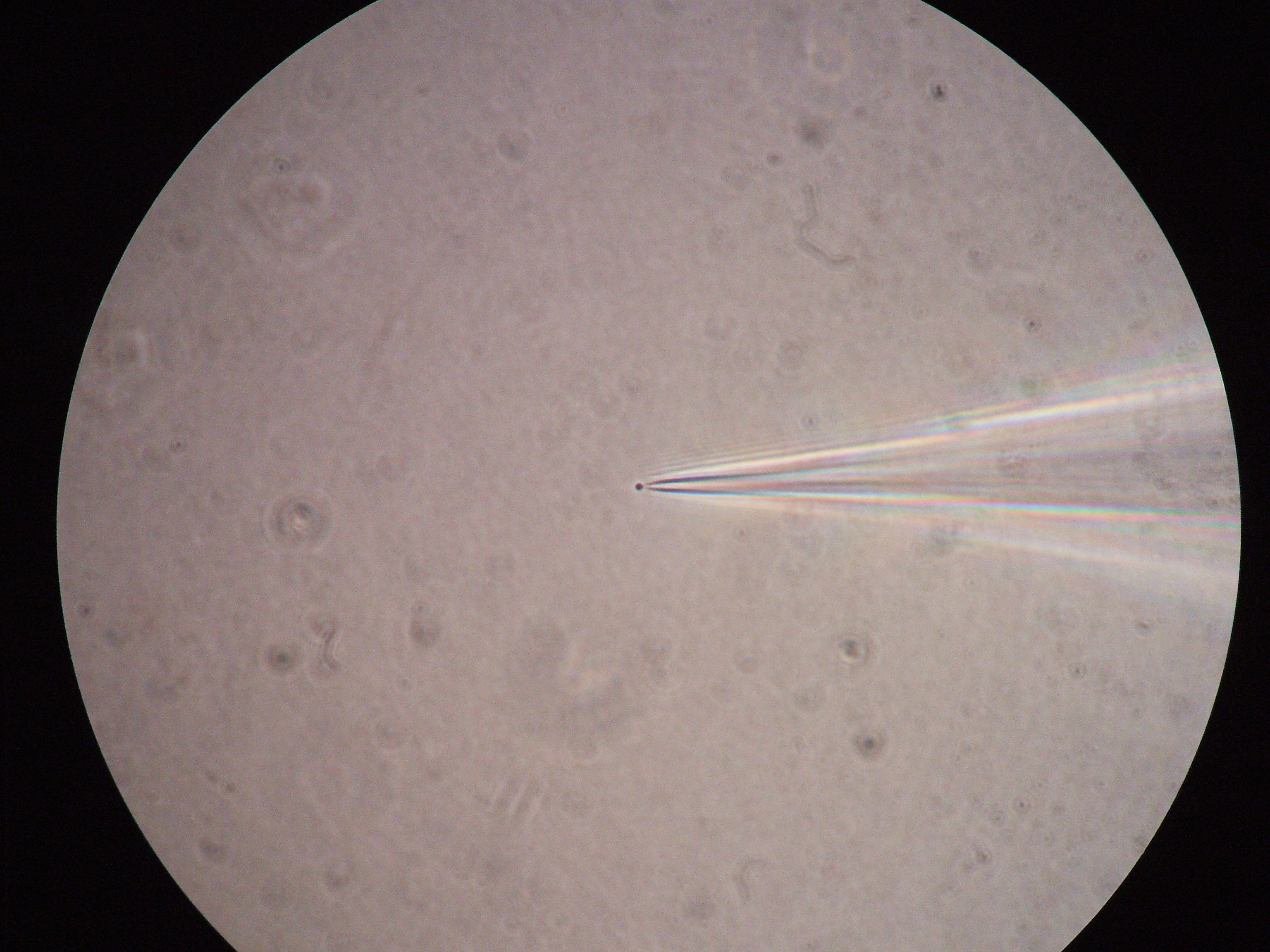
Uno sferoplasto di Escherichia coli adeso alla punta di una micropipetta di vetro

Uno sferoplasto (caratteristico dei gram negativi) è una cellula la cui parete cellulare è stata quasi completamente rimossa, per esempio nei batteri gram negativi tramite l'azione della penicillina, che inibisce la sintesi del peptidoglicano presente nella parete cellulare. Il nome deriva dal fatto che dopo la rimozione della parete cellulare, la tensione fa sì che la membrana delle cellule acquisisca una caratteristica forma sferica. Gli sferoplasti sono osmoticamente fragili, e subiscono lisi se trasferiti in una soluzione ipotonica.
Sferoplasti giganti, appositamente preparati, di batteri gram negativi possono essere utilizzati per studiare la funzione dei canali ionici batterici attraverso una tecnica chiamata patch clamp, tecnica originariamente concepita per caratterizzare il comportamento dei neuroni e altre cellule eccitabili. Per preparare sferoplasti giganti, i batteri vengono fatti crescere in un mezzo contenente sostanze chimiche che impediscono alle cellule di dividersi completamente. Questo fa sì che i batteri formino inizialmente lunghi "filamenti", che condividono una singola membrana e citoplasma. Dopo un certo periodo di tempo, le pareti cellulari dei filamenti sono completamente rimosse, e si verifica il collasso dei filamenti batterici in sfere di grandi dimensioni, circondate da un doppio strato lipidico unico. Le membrana possono poi essere analizzate tramite un apparato patch clamp per determinare le caratteristiche dei canali ionici incorporati. 